# عزربعل النوميدي
عزربعل ابن مكيبسا، وأخو يوغرطة بالتبني، قتل يوغرطة أخاه حفصبعل، فواجهه بحرب أهلية لكنه قتل. كان هو من طلب نجدة روما وشيوخها، ليدخل الرومان نوميديا.

## سيرة ذاتية
ورث العرش بعد وفاة والده، ميكيبسا، وحكم بالاشتراك مع أخيه الأصغر، هيمصال الأول، ويوغرطة اخوهم بالتبني وابن عمهم مستنبعل، ابن ماسينيسا. بعد مقتل أخيه هيمصال على يد يوغرطة، لجا عذربعل إلى روما، وأعاده الرومان إلى الجزء الخاص به من المملكة عام 117 قبل الميلاد. مع سيطرة يوغرطة على الجزء القديم من هيمصال الأول. لكن عذربعل جرد مرة أخرى من ممتلكاته من قبل يوغرطة، وحاصره في العاصمة سيرتا، حيث قتل غدرًا على يد يوغرطة عام 112 قبل الميلاد. على الرغم من وضعه تحت حماية الرومان.

## ذات صلة
- عائلة إيلاس